# 下村脩
下村脩（日语：／ Shimomura Osamu ?，1928年8月27日—2018年10月19日），有机化学家、海洋生物学家，名古屋大學理學博士。生前為波士頓大學名譽教授、海洋生物學實驗室特別研究員。美國國家科學院外籍院士。文化勳章表彰。文化功勞者。
下村教授是20世紀生物發光研究的先驅，因为发现和研究绿色荧光蛋白而获得2008年诺贝尔化学奖。

## 生平

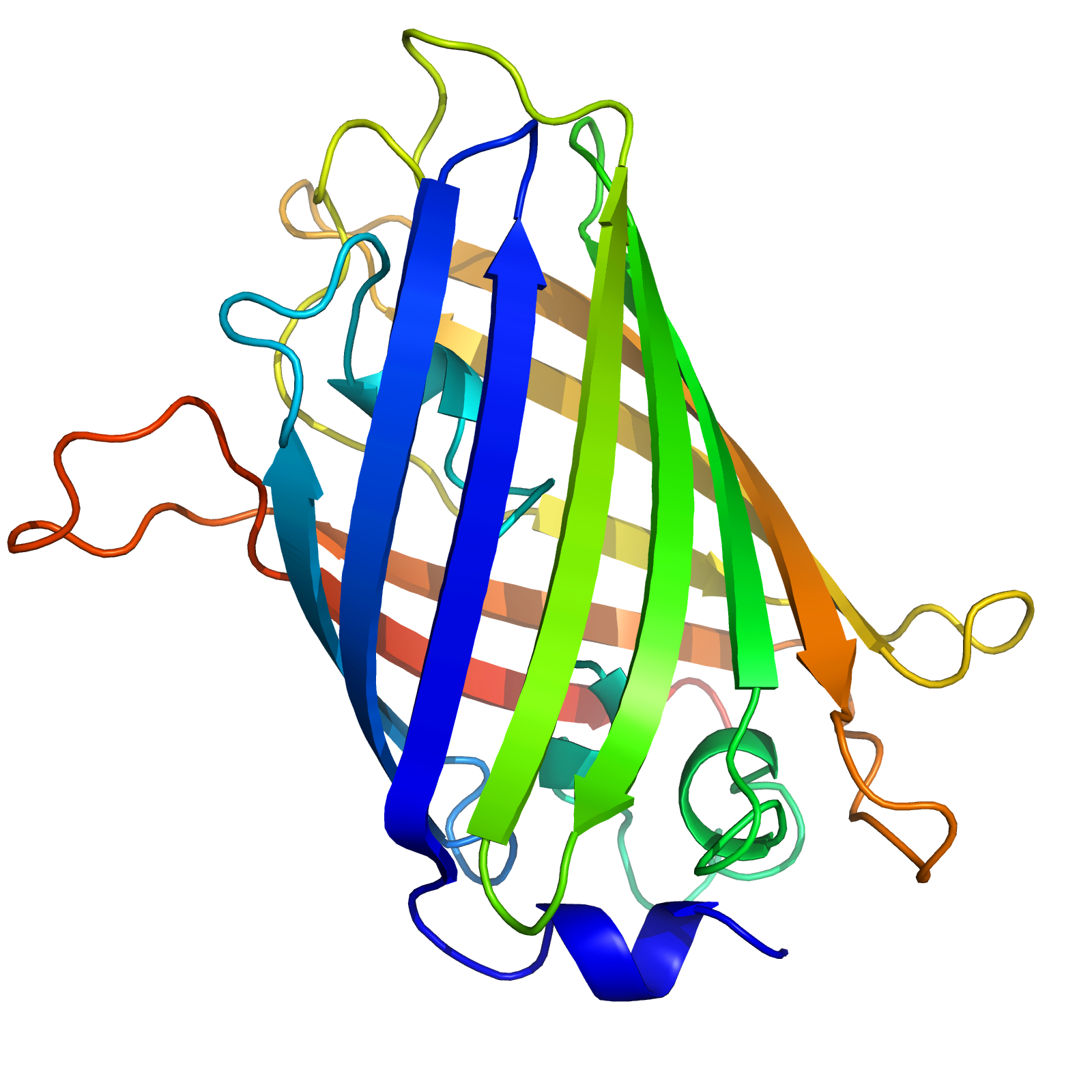
绿色荧光蛋白（GFP）結構

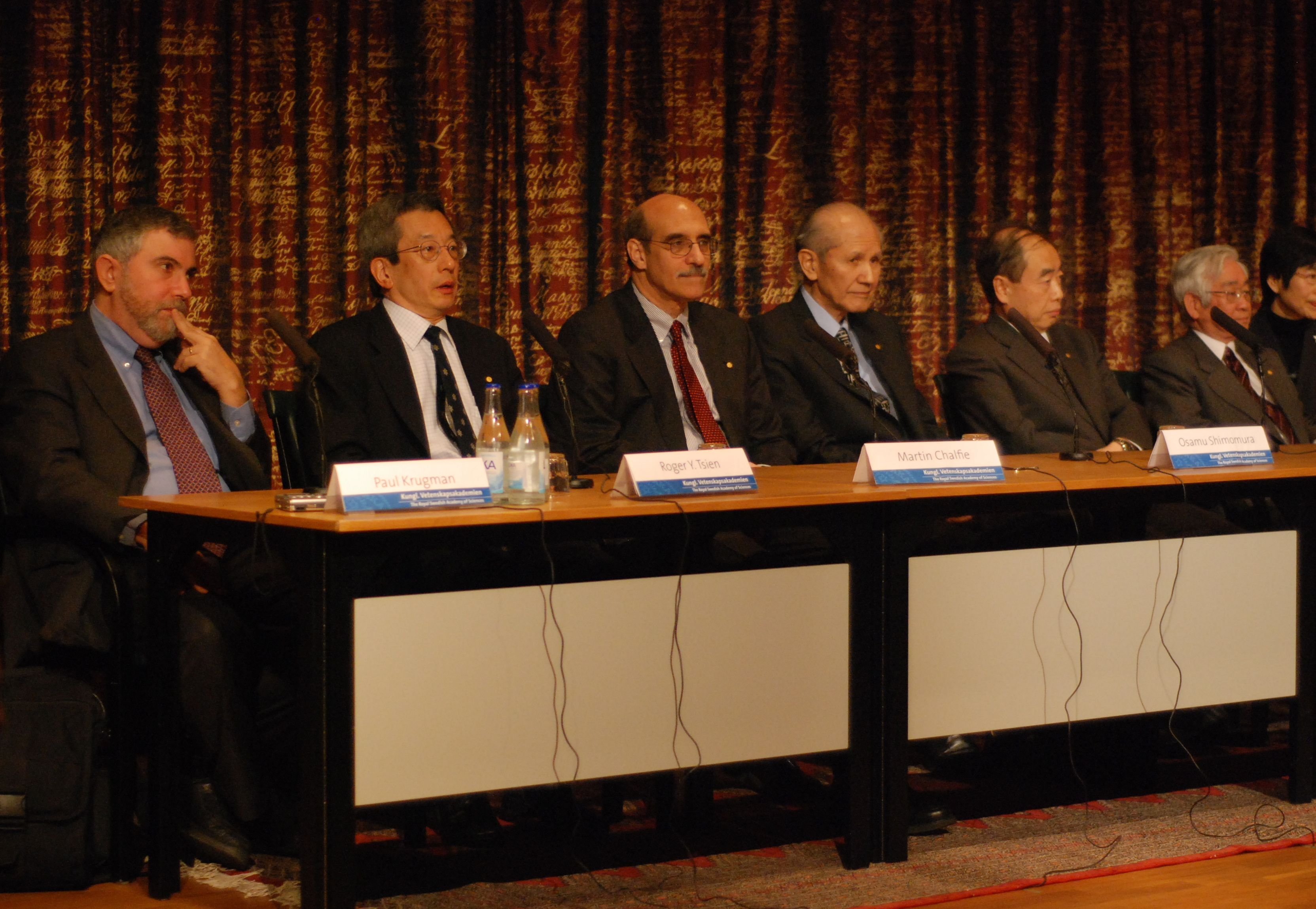
保羅·克魯格曼、錢永健、马丁·查尔菲、下村脩、小林誠、益川敏英，2008年諾貝爾獎得主在瑞典皇家科學院召開記者會

1928年，下村脩出生於京都福知山市。由於父親是大日本帝國陸軍軍官，因此下村脩在滿洲國和大阪等地度過其年少時光，之後舉家遷往長崎諫早市，距離1945年8月長崎市原子彈爆炸的中心處有25公里。當時他是一個16歲的男孩，在原爆前曾親耳聽見博克斯卡號轟炸機的聲音。爆炸的閃光使下村失明了30秒，接著遭遇原爆帶來的「黑雨」。他在往後的11年裡克服了極大困難，獲得教育，並取得學術的成功。
在戰後的日本，下村的教育機會重重受限，他努力考入長崎醫科大學附屬專門部（今長崎大學藥學部）。由於大學校園被原爆摧毀，迫使藥學院搬到下村家附近的臨時校園。此一「地理條件」成為他踏入學界的偶然原因，最終帶來了意外的回報。下村於1951年獲藥學學士學位，並擔任實驗室助理直到1955年。
1956年，下村的長崎導師安排他到名古屋大學的平田義正研究室擔任助理。在平田研究室時期，他順利取得有機化學碩士學位（1958年），並在離開日本到普林斯頓大學就職前取得了有機化學博士學位（1960年）。在名大，平田指定下村接下一個具有挑戰性的任務，從一種甲殼亞門動物（學名Vargula hilgendorfii，日文的）的粉碎遺體中確定它遇水發光的原因。這項任務使下村親自識別造成該現象的蛋白質，並將初步結果寫成論文《Crystalline Cypridina luciferin》發表在《日本化學會歐文誌》。這篇文章引起了普林斯頓的Frank Johnson教授的關注，Johnson在1960年成功招攬下村赴美一起工作。

## 研究
下村在普林斯頓大學生物系工作，為Johnson教授研究維多利亞多管發光水母，他們在華盛頓大學的富莱德港实验室耗費許多夏日時光收集了這些材料。1962年，他們最終在小型、老鼠尺寸的維多利亞多管發光水母中成功發現水母素（aequorin）與绿色荧光蛋白。此一分子生物學的重大發現同年發表在《科學》期刊，而GFP也逐漸成為生科研究的必備工具，但兩人依舊默默無聞。
下村於1980年離開普林斯頓，結束長達20年的博士後生涯。同年進入麻薩諸塞州的伍茲霍爾海洋研究所，兼任波士顿大學醫學院教授。他在2001年將自宅的一部分改建為「螢光蛋白研究室」持續研究，直到2008年獲得諾貝爾化學獎時仍未「退休」。

## 主要荣誉
2005年，下村脩在日本杂志《牛顿》的預測中，被視為可能獲得諾貝爾生理學或醫學獎的日本人。2008年10月6日，中國北京大學教授饒毅在個人的科學網博客發表文章〈美妙的生物荧光分子与好奇的生物化学家〉介紹下村等人的成就。饒毅主張下村脩應該獲得諾貝爾獎，但很可能遭到諾獎委員會忽略。兩天後，以為「今年也沒有」的下村獲知獲得諾貝爾化學獎後，大感意外。
在諾貝爾獎頒獎典禮中，授獎人首次以全程日語朗讀頌詞，以表達對下村脩的敬意。
- 2004年 - （英國皇家顯微鏡學會）
- 2005年 - （伊利諾州顯微鏡學會）[19]
- 2006年 - 朝日獎[20]
- 2008年 - 诺贝尔化学奖
- 2008年 - 文化勳章
- 2008年 - 文化功労者（日语：文化功勞者）
- 2009年 - 長崎大學名譽博士（藥學）[21]
- 2010年 - 學習院大學名譽博士（理學）[14]
- 2013年 - 美國國家科學院外籍院士

## 發言
儘管32歲開始定居美國，但下村脩終身持有日本國籍。诺贝尔基金会也在2008年10月26日的颁奖出版物標示其为日本公民。他在《朝日新聞》的電話採訪中說：
|  | 為什麼要特地成为美國人呢？日本人也可以住在美国，申请研究經費也没有受到歧視，我没有感到不方便。 |

在諾貝爾獎獲獎致詞中，下村脩主張長崎原爆不具正當性：
|  | 即便為了加速結束戰爭而向廣島投放原子彈可以算正當的理由，三天後將炸彈投向長崎，就明顯是在試驗新武器了，這種做法是沒有正當性的。 |

此說也獲得洛斯阿拉莫斯國家實驗室的Bette Korber（生物學家）、Gary Doolen（物理學家）背書，他們指稱「向蘇聯展示軍力」才是決策長崎原爆的首因。

## 家族
下村脩的妻子明美（Akemi）也是有機化學家，兩人結識於長崎大學。他們兒子下村努是資訊安全及計算物理學專家，曾參與凱文·米特尼克的逮捕行動。女兒下村幸（Sachi Shimonmura）是維吉尼亞聯邦大學英語系的主任以及《Odd Bodies and Visible Ends in Medieval Literature》的作者。

## 有關紀念
大學雕塑
名古屋大學校園草坪設有一「諾貝爾獎得主雕塑區」，下村脩代表雕塑也在其中。
海螢之碑
2015年，日本廣島縣尾道市高根島的島民自費設立「海螢之碑」（ウミホタルの碑），以紀念當地作為「諾貝爾獎研究起點」的歷史。下村脩與恩師平田義正曾於1958年間造訪該島，從事海洋生物螢光素的採取工作。。
手形像
2018年4月，名古屋廣小路商店街設置3座手形像，以紀念下村脩、赤崎勇、天野浩3人的功績。

## 外部連結
- （日語）下村脩名譽博士彰顯紀念館（页面存档备份，存于）
- （日語）下村脩演講「諾貝爾獎的原點：長崎大學」（页面存档备份，存于）
- （日語）名古屋大學 下村脩博士 2008年諾貝爾化學獎
- （中文）名古屋大學 世界级的研究人员（页面存档备份，存于）